# Médard Maertens
Médard Maertens (Koolskamp, 17 augustus 1875 - Brussel, 7 juni 1946) was een Belgisch grafisch kunstenaar, kunstschilder en tekenaar. Hij was gehuwd met Marthe Guillain, eveneens kunstenares.
Hij behoort tot de groep van de Brabantse fauvisten en de Frontschilders.
In Ardooie is een straat naar hem vernoemd.

## Biografie

### Autodidactisch schilder
Médard Maertens was afkomstig uit Koolskamp. Hij volgde tekenlessen aan de Academies van Tielt en Roeselare en tijdens zijn militaire dienst aan de Academie van Antwerpen. Tegelijk leerde hij zich zelf de techniek van het schilderen aan, waardoor hij soms een autodidactisch schilder wordt genoemd. Na zijn studies werkte hij vier jaar als schilder-decorateur in Oostende.

### Fauvisme

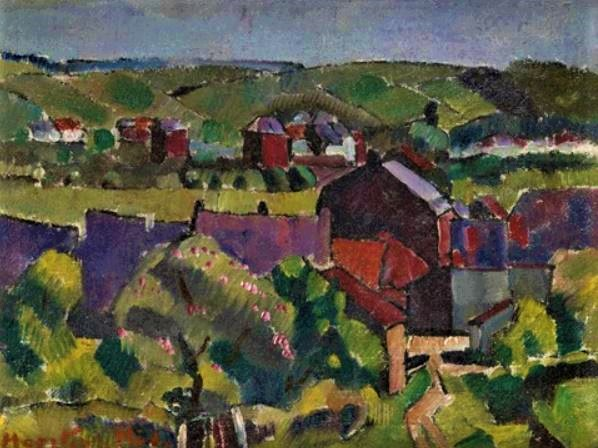
Médard Maertens "De rode daken"

In 1899 ging Maertens in Sint-Lambrechts-Woluwe wonen. Hij frequenteerde de kunstenaarskring rond brouwer Van Haelen, later de Brabantse fauvisten genoemd. Hij raakte er bevriend met o.a. Ramah (Henri-François Raemaekers), Philibert Cockx, Ferdinand Schirren en Albert Mathys. Zijn vroegere realistisch luministische stijl ontwikkelde er zich tot een "persoonlijk fauvisme", met heldere en contrasterende kleuren en zwarte contouren.
Zijn eerste expositie was met de kunstenaarskring "Doe Stil Voort" in 1908. In dat zelfde jaar stelde hij zijn werken ook tentoon in "Salon de Gand" in Gent,"Salon des Indépendants" in Parijs en "Salon La Libre Esthétique" in Brussel.

### Frontschilder
Bij het begin van de Eerste Wereldoorlog meldde hij zich als vrijwilliger voor het IJzerfront. Hij zou gedurende de ganse oorlog in dienst blijven, samen met de andere Brabantse fauvist, Anne-Pierre De Kat, met wie hij een hechte vriendschapsband had. 

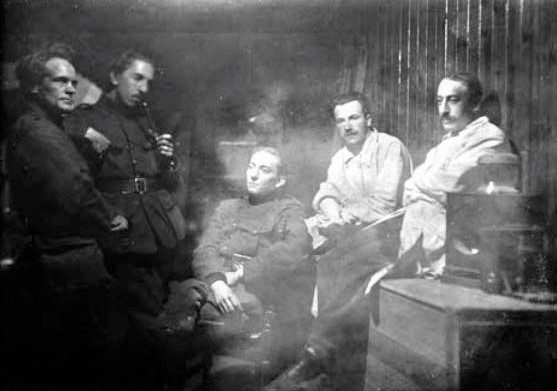
Médard Maertens (uiterst links) met Jos Verdegem (midden) in De Panne 1917

Pas vanaf 1916 kon hij zich opnieuw aan de schilderkunst wijden. Hij maakte gebruik van alle beschikbare hulpmiddelen zoals petroleum en meelzakken. Uit 1916 en 1917 dateren verscheidene portretten en composities, o.a."Soldats au bain" (Koninklijk Museum van het Leger en de Krijgsgeschiedenis) en ook enkele landschappen. Net als Achille Van Sassenbrouck laat het oorlogswerk van Maertens zien dat de ontwikkeling van de beeldende kunst van vóór de oorlog zich langzaam verder ontwikkelt. Het is een overgangsperiode, met een voorzichtige neiging naar expressionisme in vorm en kleur, maar zonder vormexperimenten.
In 1917 ontmoette hij Marthe Guillain, een oorlogsverpleegster. Zij was een zeer non-conformistische dame, afkomstig uit Charleroi, met een opleiding als lerares tekenen en met ervaring als lerares Frans in Rusland. Voor ze zich aanmeldde als oorlogsverpleegster had zij kunstopleidingen in Parijs en Londen gevolgd. Médard Maertens begeleidde haar naar de fauvistische schilderkunst. Zij zou later zijn vrouw worden.
In 1917 trad hij toe tot de "Section Artistique" en werd lid van de "Kunst aan den IJzerkring". Zijn werken waren te zien op verschillende tentoonstellingen, waaronder " The Exhibition of Belgian Front Painters " (Zwitserland, 1917).

### Interbellum
Na de oorlog werd zijn kleurenpalet donkerder en evolueerde hij naar een meer realistische stijl.
Zowel als schilder, graveur en tekenaar maakte Maertens vooral portretten, landschappen, genretaferelen en stillevens. Scènes uit het dagelijks leven,in het bijzonder het gezinsleven,zijn opvallend aanwezig in zijn oeuvre. Ook het onderwerp "vaas met bloemen" komt dikwijls terug.
Hij werd lid van de Cercle des XV, een groep Brusselse kunstenaars die actief was van 1918 tot 1922.
De familie Maertens verhuisde in 1920 naar Parijs. Ze kregen drie kinderen. Ze worden er geassocieerd met de Avant-Garde (Fernand Léger, Chaïm Soutine, Suzanne Valadon, Maurice de Vlaminck en Paul Signac). Marthe Guillain krijgt er in 1924 haar eerste tentoonstelling en kon zich als kunstenares profileren. Het atelier in Nogent-sur-Marne van Médard Maertens was een ontmoetingsplaats voor Belgische kunstenaars. Er werden workshops gegeven.
In 1928 verhuisden ze naar Istanboel, waar Marthe Guillain tekenlessen gaf. In 1931 gingen ze terug Parijs wonen. In 1932 keerden ze terug naar België. In 1935 volgde de echtscheiding.
Door zijn verblijf in het buitenland was Médard Maertens nauwelijks betrokken bij de grote kunstbewegingen tijdens het interbellum in België. HIerdoor bleef hij eerder onbekend.
In 1942 stichtte hij de artistieke groep "Contact" in Brussel. Die groep organiseerde een aantal exposities tijdens de oorlogsjaren.
Médard Maertens stierf in 1946 in Brussel.

## Galerij

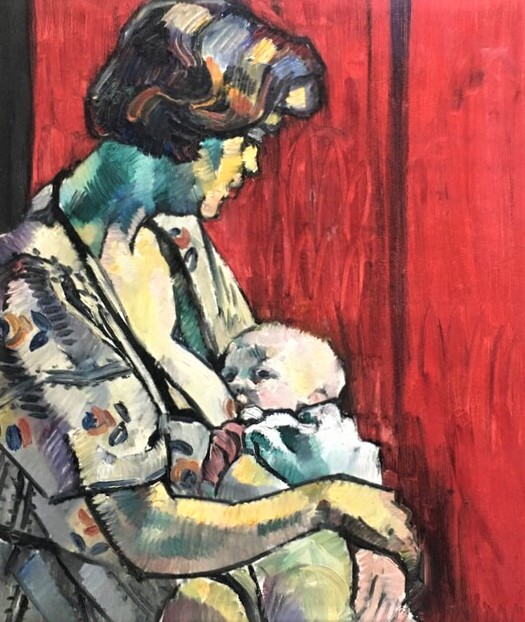
Marthe Guillain met kind (rond 1920)
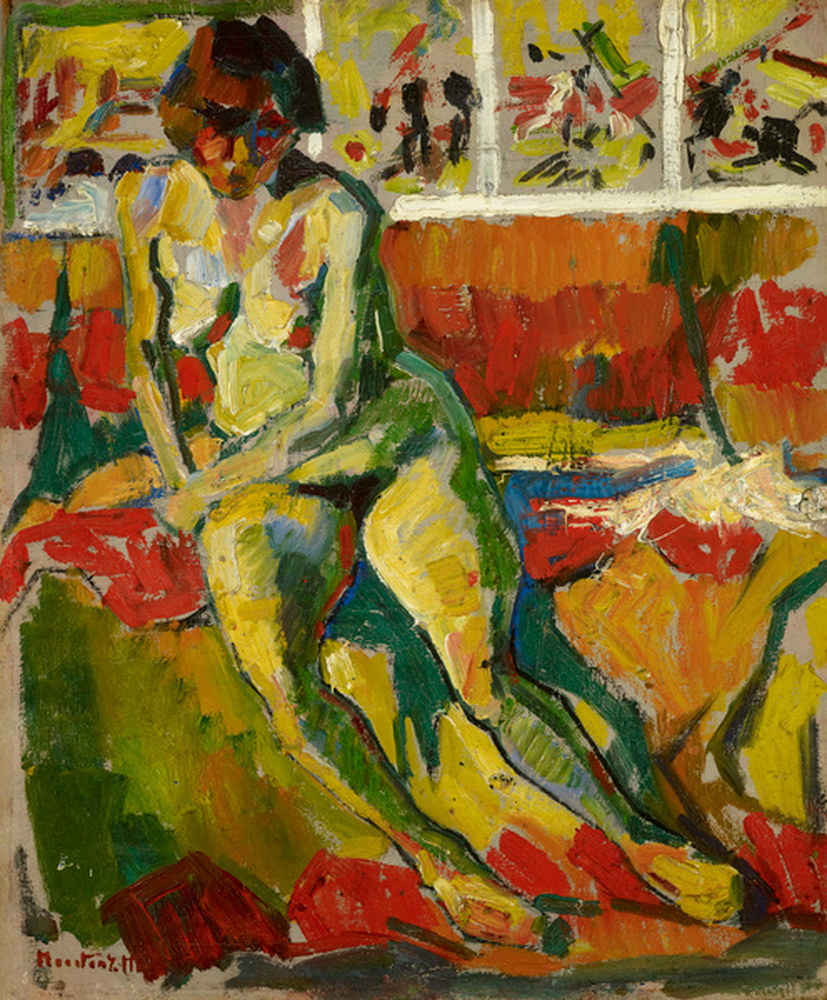
"La Pose" 1928, Musée de Grenoble
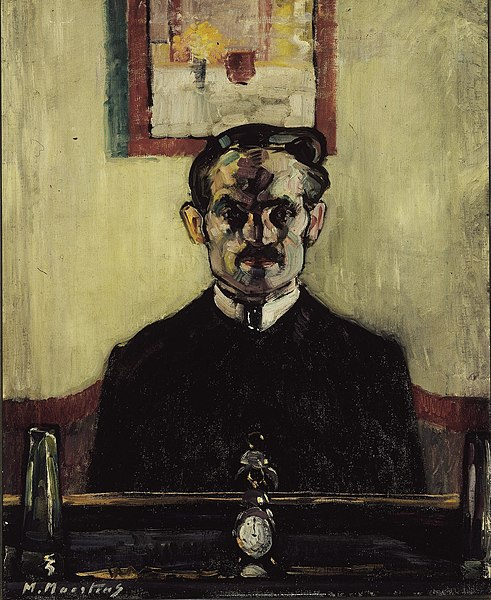
Zelfportret met wekker
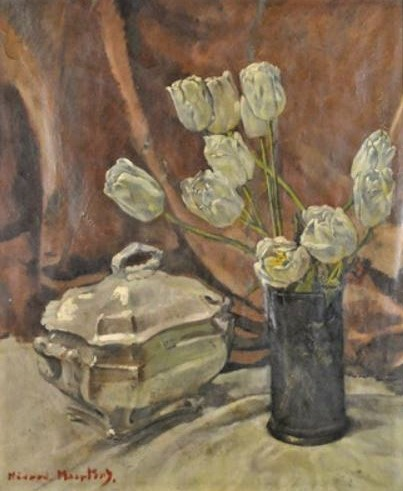
Vaas met bloemen

## Musea
- Museum van Grenoble: "La Pose"[5]
- Collectie van de Federatie Wallonië-Brussel (zelfportret met wekker (1912))[6]
- Brussel, Koninklijk Museum Leger- en Krijgsgeschiedenis (Bain de la troupe)[2]
- Provinciaal Museum voor Moderne Kunst Ieper[7]
- Flanders Fields Museum Ieper[8]

- Gemeinsame Normdatei: 174241909
- International Standard Name Identifier: 0000 0000 6824 0394
- RKD-Nederlands Instituut voor Kunstgeschiedenis: 89046
- Union List of Artist Names: 500156391
- Virtual International Authority File: 96660915
- WorldCat: E39PBJt8md8X6HQcfBxhdFvyh3